# Sansa
Sansa – miejscowość i gmina we Francji, w regionie Oksytania, w departamencie Pireneje Wschodnie.
Według danych na rok 1990 gminę zamieszkiwało 7 osób, a gęstość zaludnienia wynosiła 0,3 os./km² (wśród 1545 gmin Langwedocji-Roussillon Sansa plasuje się na 886. miejscu pod względem liczby ludności, natomiast pod względem powierzchni na miejscu 329.).

## Populacja

Populacja Sansa w latach 1962–2008